# Bactrocera fuscalata
Bactrocera fuscalata är en tvåvingeart som beskrevs av Drew 1989. Bactrocera fuscalata ingår i släktet Bactrocera och familjen borrflugor. Inga underarter finns listade.